# M+M's
"M+M's" é um single da banda estadunidense Blink-182, lançado em 1995 pela gravadora Grilled Cheese Records. Foi o primeiro videoclipe do grupo e já cercado de polêmica, pois em sua primeira versão, há uma cena de tiroteio que foi considerada imprópria pela MTV e o videoclipe foi censurado, o que obrigou o grupo a lançar uma segunda versão mais leve.  

## Descrição do videoclipe[5]
O videoclipe original de "M+M's" começa com os três integrantes roubando suas "namoradas" enquanto elas dormem de lingerie. Mark rouba dinheiro, Tom o relógio e Scott a bolsa. Durante todo o videoclipe aparece alternadamente com a história a banda tocando em um palco. O grupo pega um carro e vai fazendo inúmeras gracinhas até chegarem a um parque de diversões. Lá eles fazem de tudo, dão saltos, brincam com a câmera e voltam. Mais tarde os três estão indo para um concerto e começam a descarregar os instrumentos quando as três namoradas aparecem armadas. Começam a atirar e os três são baleados. Mark faz uma cara cômica quando leva o tiro, Tom checa a pressão e Scott depois de levar tiros faz propaganda da Mentos olhando pra câmera. Aí, mesmo ensanguentados, eles vão ao concerto como se não tivesse acontecido nada e percebem que o espetáculo foi cancelado. Vão embora e acaba o videoclipe.
A segunda versão do clipe se baseia na primeira, só que é mais leve. Não aparecem as cenas com as namoradas, apenas as cenas do parque de diversões, do carro e da banda tocando.

## Faixas[6]
1. "M+M's" – 2:35 (edição de rádio)